# 鳴尾直軌
鳴尾 直軌（なるお なおき、1974年10月5日 - ）は、岩手県下閉伊郡岩泉町出身の元サッカー選手、サッカー指導者。

## 来歴

### 現役時代
大学卒業後、JFLに属していたモンテディオ山形でキャリアをスタートさせる。1998年に所属していたソニー仙台FCでの活躍が認められ、1999年にJ2（当時）・アルビレックス新潟へ移籍した。新潟ではエースストライカーとして活躍し、2000年には2度のハットトリックを含む17得点を挙げた。2001年にジュビロ磐田へ移籍するが、中山雅史や奥大介、前田遼一といった主力選手から定位置を奪うことは出来ず、2002年6月にサンフレッチェ広島へ期限付き移籍した。2003年にサガン鳥栖へ移籍して、2004年に現役引退。

### 指導者時代
引退後は指導者に転身し、アルビレックス新潟レディースやアルビレックス新潟シンガポールの監督などを歴任した。
2011年からグルージャ盛岡のコーチに就任。同年度中にJFA 公認S級コーチを取得した。2012年からG盛岡の監督に昇格し、2013年の東北社会人サッカーリーグ1部で優勝。また、第37回全国地域サッカーリーグ決勝大会も優勝し、2014年のJ3リーグ入りが承認された。
2016年からアルビレックス新潟シンガポールの監督に復帰。Sリーグ初の年間4冠（Sリーグ王者、シンガポール・リーグカップ、シンガポール・カップ、シンガポール・チャリティーシールド）を達成しSリーグ最優秀監督賞を受賞した。2016年をもって契約満了により監督を退任した。
2017年からアルビレックス新潟U-18の監督に就任した。

## エピソード
岩手大学卒業後に入団した山形を戦力外になり、アマチュア選手としてソニー仙台に入団した。鳴尾はソニー社員にはならず学生として選手登録をするため、母校の岩手大学で大学院教育学研究科修士課程に進学。仙台での選手活動と盛岡での履修を両立させた。新潟所属時の2年間を休学した後、磐田移籍後に復学、2002年3月に修士号を取得した。

## 個人成績
| 国内大会個人成績 | 国内大会個人成績 | 国内大会個人成績 | 国内大会個人成績 | 国内大会個人成績 | 国内大会個人成績 | 国内大会個人成績 | 国内大会個人成績 | 国内大会個人成績 | 国内大会個人成績 | 国内大会個人成績 | 国内大会個人成績 |
| 年度             | クラブ           | 背番号           | リーグ           | リーグ戦         | リーグ戦         | リーグ杯         | リーグ杯         | オープン杯       | オープン杯       | 期間通算         | 期間通算         |
| 年度             | クラブ           | 背番号           | リーグ           | 出場             | 得点             | 出場             | 得点             | 出場             | 得点             | 出場             | 得点             |
| 日本             | 日本             | 日本             | 日本             | リーグ戦         | リーグ戦         | リーグ杯         | リーグ杯         | 天皇杯           | 天皇杯           | 期間通算         | 期間通算         |
| ---------------- | ---------------- | ---------------- | ---------------- | ---------------- | ---------------- | ---------------- | ---------------- | ---------------- | ---------------- | ---------------- | ---------------- |
| 1997             | 山形             | 16               | 旧JFL            | 12               | 5                | -                | -                | 0                | 0                | 12               | 5                |
| 1998             | ソニー           | 7                | 旧JFL            | 28               | 13               | -                | -                | 2                | 1                | 30               | 14               |
| 1999             | 新潟             | 11               | J2               | 36               | 8                | 2                | 0                | 3                | 0                | 41               | 8                |
| 2000             | 新潟             | 11               | J2               | 36               | 17               | 2                | 0                | 1                | 0                | 39               | 17               |
| 2001             | 磐田             | 30               | J1               | 0                | 0                | 0                | 0                | 0                | 0                | 0                | 0                |
| 2002             | 磐田             | 19               | J1               | 0                | 0                | 0                | 0                | -                | -                | 0                | 0                |
| 2002             | 広島             | 13               | J1               | 3                | 0                | 0                | 0                | 0                | 0                | 3                | 0                |
| 2003             | 鳥栖             | 20               | J2               | 38               | 5                | -                | -                | 1                | 0                | 39               | 5                |
| 2004             | 鳥栖             | 20               | J2               | 10               | 0                | -                | -                | 0                | 0                | 10               | 0                |
| 通算             | 日本             | 日本             | J1               | 3                | 0                | 0                | 0                | 0                | 0                | 3                | 0                |
| 通算             | 日本             | 日本             | J2               | 120              | 30               | 4                | 0                | 5                | 0                | 129              | 30               |
| 通算             | 日本             | 日本             | 旧JFL            | 40               | 18               | -                | -                | 2                | 1                | 42               | 19               |
| 総通算           | 総通算           | 総通算           | 総通算           | 163              | 48               | 4                | 0                | 7                | 1                | 174              | 49               |

その他の公式戦
- 第20回アジアクラブ選手権1試合1得点 (2001年)

ハットトリック
- 2000年 2000 J2・第18節 浦和レッズ （新潟市陸）- 3得点
- 2000年 2000 J2・第36節 浦和レッズ戦 （新潟市陸）- 3得点

## 指導歴
- 2005年 - 2010年 ： アルビレックス新潟
  - 2005年 ： 普及部コーチ
  - 2006年 - 2007年 ： アルビレックス新潟レディース 監督
  - 2008年 ： アルビレックス新潟シンガポール コーチ
  - 2009年 ： アルビレックス新潟シンガポール 監督
  - 2010年 ： 育成普及コーチ
- 2011年 - 2015年 ： グルージャ盛岡
  - 2011年 ： トップチーム コーチ
  - 2012年 - 2015年 ： トップチーム 監督
- 2016年 - ： アルビレックス新潟
  - 2016年 ： アルビレックス新潟シンガポール 監督
  - 2017年 ： アルビレックス新潟U-18 監督
- 2018年 ： ナショナルトレセン コーチ 北信越担当
- 2019年 - 2021年： 岩手県サッカー協会 専任ユースダイレクター
- 2022年 - ： 富士大学サッカー部 副部長兼コーチ

## 資格歴
- 2006年 ： 日本サッカー協会公認 B級ライセンス修得
- 2008年 ： 日本サッカー協会公認 A級ライセンス修得
- 2011年 ： 日本サッカー協会公認 S級ライセンス修得

## 監督成績
| 年度   | 所属         | クラブ      | リーグ戦 | リーグ戦 | リーグ戦 | リーグ戦 | リーグ戦 | リーグ戦 | カップ戦   | カップ戦   |
| 年度   | 所属         | クラブ      | 順位     | 勝点     | 試合     | 勝       | 分       | 敗       | リーグ杯   | オープン杯 |
| ------ | ------------ | ----------- | -------- | -------- | -------- | -------- | -------- | -------- | ---------- | ---------- |
| 2006   | なでしこ2部  | 新潟L       | 優勝     | 51       | 21       | 16       | 3        | 2        | -          | 1回戦      |
| 2007   | なでしこ1部  | 新潟L       | 6位      | 12       | 21       | 3        | 3        | 15       | 予選リーグ | ベスト8    |
| 2009   | Sリーグ      | 新潟S       | 7位      | 38       | 30       | 11       | 5        | 14       | 予選敗退   | 4位        |
| 2012   | 東北1部      | G盛岡       | 2位      | 30       | 12       | 10       | 0        | 2        | -          | 1回戦      |
| 2013   | 東北1部      | G盛岡       | 優勝     | 49       | 18       | 16       | 1        | 1        | -          | 1回戦      |
| 2014   | J3           | G盛岡       | 5位      | 45       | 33       | 12       | 9        | 12       | -          | 1回戦      |
| 2015   | J3           | G盛岡       | 11位     | 35       | 36       | 8        | 11       | 17       | -          | 1回戦      |
| 2016   | Sリーグ      | 新潟S       | 優勝     | 50       | 24       | 16       | 2        | 6        | 優勝       | 優勝       |
| 通算   | 日本         | J3          | -        | -        | 69       | 20       | 20       | 29       | -          | -          |
| 通算   | 日本         | 東北1部     | -        | -        | 30       | 26       | 1        | 3        | -          | -          |
| 通算   | 日本         | なでしこ1部 | -        | -        | 21       | 3        | 3        | 15       | -          | -          |
| 通算   | 日本         | なでしこ2部 | -        | -        | 21       | 16       | 3        | 2        | -          | -          |
| 通算   | シンガポール | Sリーグ     | -        | -        | 54       | 27       | 7        | 20       | -          | -          |
| 総通算 | 総通算       | 総通算      | -        | -        | 195      | 92       | 34       | 69       | -          | -          |

その他
- 第67回国民体育大会サッカー競技 準優勝 (2012年)
- 第68回国民体育大会サッカー競技 3位 (2013年)
- 第49回全国社会人サッカー選手権大会 準優勝 (2013年)
- 第37回全国地域サッカーリーグ決勝大会 優勝 (2013年)
- 第9回シンガポール・チャリティーシールド 優勝 (2016年)